# Ferchensee
Ferchensee là một hồ ở Oberbayern, Bayern, Đức, nằm ở độ cao 1060 m, thuộc địa phận thị xã Mittenwald, cách trung tâm 3 km về phía tây.

## Địa lý và đi lại
Ferchensee nằm về phía nam của núi Hohen Kranzberg. Nước rất sạch sẽ, mùa hè đạt đến nhiệt độ trên 20 độ. Bên hồ có một quán ăn, vào mùa hè có thêm một kiosk cho mướn thuyền chèo và có xe buýt chở khách xuống Mittenwald. Khoảng 1,500 km về phía đông là Lautersee đi bộ khoảng nửa tiếng, từ đây có đường qua Laintal để đến Mittenwald mất thêm nửa tiếng nữa. Ferchensee được bồi dưỡng nước bởi các suối núi nhỏ. Nước từ hồ lại chảy vào Ferchenbach rồi chảy theo hướng Bắc Tây Bắc. Khoảng 3 km về phía tây bắc của hồ là lâu đài Elmau, bây giờ là một khách sạn, tới đó mất khoảng 1 tiếng nếu đi dọc theo Ferchenbach.